# Брисбейн (Калифорния)
Брисбейн (англ. Brisbane) — прибрежный город в округе Сан-Матео в штате Калифорния в Соединённых Штатах Америки.
Согласно данным переписи населения США 2020 года число жителей города 
составляло 4 851 человек, что, для такого небольшого населённого пункта, существенно больше (+ 13.3%), чем было во время предыдущей переписи проводившейся в 2010 году (4 282 человека).

## История
В доколумбову эпоху эти земли населяли коренные американцы из народа олони. Они занимались охотой и собирательством; здесь было много дичи, а в заливе Сан-Франциско можно было ловить рыбу. Вероятно, они также участвовали в региональных торговых отношениях меняя свои ресурсы на товары, которые нельзя было собрать, вырастить или изготовить самим.

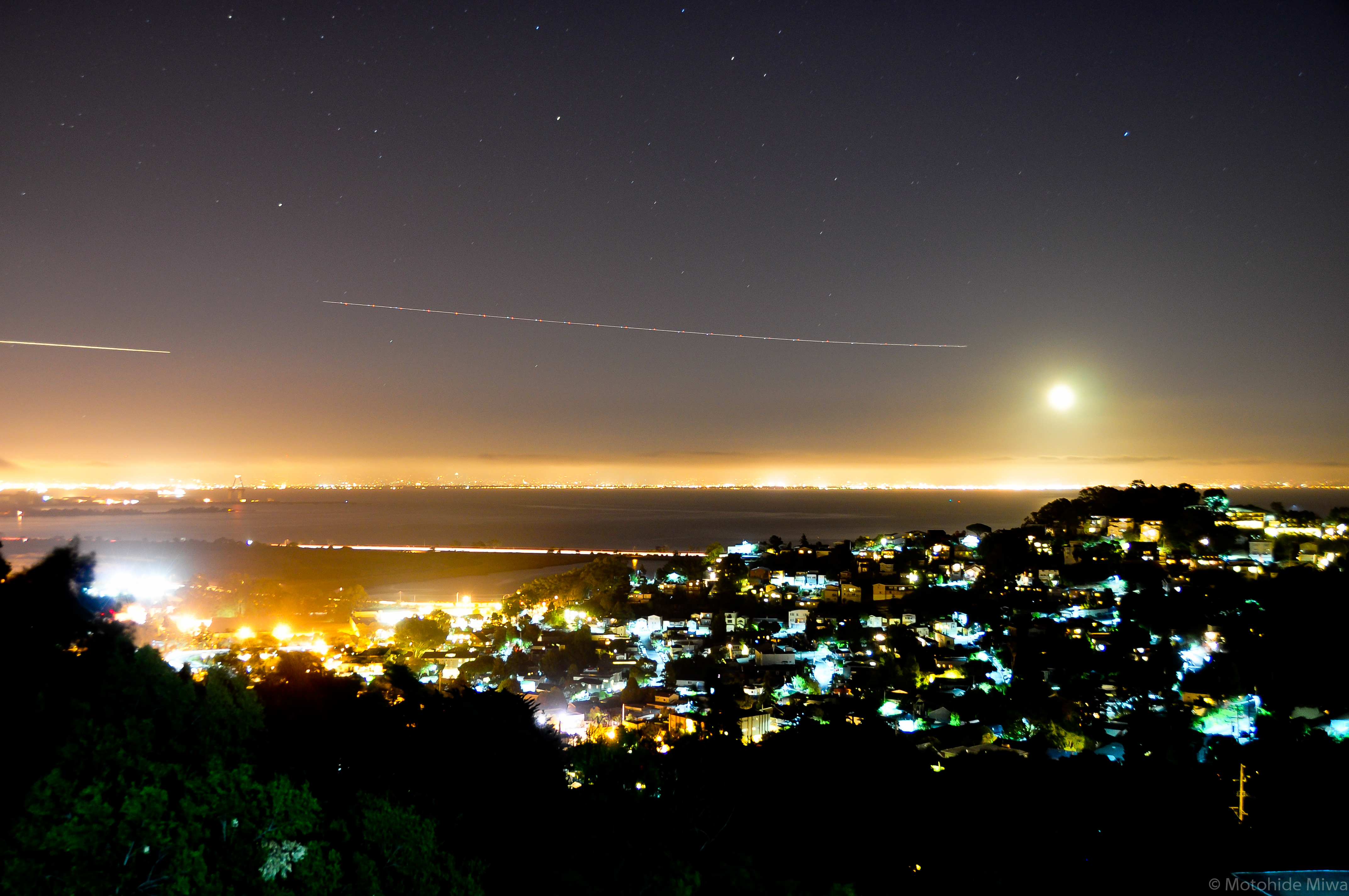
Брисбейн ночью

В 1769 году члены экспедиции под руководством Гаспар де Портола стали первыми европейцами, достигшим залива Сан-Франциско. В 1776 году сюда стали активно прибывать испанцы, обладавшие подавляющим военным и экономическим преимуществом над коренным населением. Конкистадоры быстро узурпировали территории на побережье Тихого океана.
Во время Первой мировой войны было форсировано строительство железной дороги, станции и ряда других инфраструктурных объектов города; они были завершены к 1918 году.
В 1939 году в Брисбене появилась праздничная традиция из-за которой сообщество стали называть «Городом звезд». В начале сезона Рождества/Хануки многие жители и владельцы бизнеса размещают большие, светящиеся звезды, некоторые из которых достигают 3 или более метров в диаметре, на склонах домов и офисов по всему Брисбену. Некоторые из звезд так и остаются в течение всего года, пока на следующий сезон их не подготовят и не украсят снова.
27 ноября 1961 года сообщество было включено в реестр штата Калифорния и Брисбейн официально получил статус города.
Существует 2 версии о том, как город получил свое название: согласно первой город был назван в честь австралийского порта Брисбен, другая история гласит, что он был назван в честь газетного обозревателя Артура Брисбена.
С 1990 по 2020 год население города увеличилось примерно на 40 процентов.

## География
Брисбейн расположен на нижних склонах горы Сан-Бруно. Город находится на северо-восточной окраине округа Сан-Матео, непосредственно к югу от городской черты Сан-Франциско  в области залива Сан-Франциско.
Согласно данным представленным Бюро переписи населения США, общая площадь города составляет 20,1 квадратных мили (52 км2), из которых 3,1 квадратных мили (8,0 км2) — это суша, а 17,0 квадратных мили (44 км2 или 84,58%) занимает водная поверхность.